# Dulcea pasăre a tinereții (film)
Dulcea pasăre a tinereții (în engleză Sweet Bird of Youth) este un film american dramatic din 1962, cu Paul Newman, Geraldine Page, Shirley Knight, Madeleine Sherwood, Ed Begley, Rip Torn și Mildred Dunnock. Bazat pe piesa de teatru din 1959 cu același nume de  Tennessee Williams, descrie relația dintre un vagabond și o fostă vedetă de film uitată. Filmul a fost adaptat și regizat de Richard Brooks.
Filmul a câștigat premiul Oscar pentru cel mai bun actor în rol secundar (Ed Begley) și a fost nominalizat pentru cea mai bună actriță în rol principal  Geraldine Page) și cea mai bună actriță în rol secundar (Shirley Knight). Versiunea pentru film a fost modificată, Chance devenind vagabond și nu un gigolo închiriat, și nu apare nicio mențiune a operației lui Heavenly Finley și a infertilității care a rezultat. Finalul are, de asemenea, foarte mult modificat scena mutilării sexuale explicite din finalul  versiunii inițiale pentru scenă. 

## Intrigă
Frumosul, tânărul Chance Wayne se întoarce în orașul său natal, St. Cloud, Mississippi, însoțit de o vedetă a filmului considerabil mai în vârstă, Alexandra Del Lago. Aceasta este amărâtă și deprimată, în special din cauza unui film pe care tocmai l-a terminat, și vorbește despre retragerea din cariera sa actoricească pentru totdeauna.   

## Distribuție
- Paul Newman – Chance Wayne
- Geraldine Page – Alexandra Del Lago
- Shirley Knight – Heavenly Finley
- Ed Begley – Tom Boss Finley
- Rip Torn – Thomas „Tom” J. Finley, Jr.
- Mildred Dunnock – mătușa Nonnie
- Madeleine Sherwood – Miss Lucy
- Philip Abbott –  Dr. George Scudder
- Corey Allen – Scotty
- Barry Cahill – Bud
- Dub Taylor – Dan Hatcher
- James Douglas – Leroy
- Barry Atwater – Ben Jackson
- Charles Arnt – Mayor Henricks
- Kelly Thordsen – Sheriff Clark
- William Forrest – Bennie Taubman
- Roy Glenn – Charles
- Les Tremayne – Narator Trailer (voce)

## Dezvoltare
Filmul a fost adaptat și regizat de Richard Brooks. Adaptarea piesei originale a lui Tennessee Williams a trecut prin mai multe proiecte cu accent pe modul de filmare al controversatului final în care Williams a cerut inițial castrarea personajului Chance așa cum este portretizat de Newman. 
Prezentarea castrației a fost tăiată din film, așa cum a fost scris inițial în piesă. 

## Recepție
Filmul a fost un succes, cu încasări de aproape 8.000.000 de dolari la un buget de 2.000.000 de dolari americani. 
Filmul a fost, de asemenea, unul dintre filmele de top ale lui Roger Ebert din anii 1960 și a avut un scor de 72% pe Rotten Tomatoes pe baza a 18 recenzii.